# Žiga Jeglič
Žiga Jeglič, född 24 februari 1988 i Kranj, Jugoslavien, är en slovensk professionell ishockeyspelare som spelar för HC Slovan Bratislava i KHL. Han har tidigare spelat två säsonger för Södertälje SK i Hockeyallsvenskan. Jeglič har även representerat Sloveniens landslag flera gånger, bland annat i OS 2014.

## Klubbar
- HK MK Bled Moderklubb–2007
- Acroni Jesenice 2007–2011
- Södertälje SK 2011–2013
- Ässät 2013
- ERC Ingolstadt 2013–2014
- HC Slovan Bratislava 2014–